# دریزا-بون
دریزا-بون (انگلیسی: Driza-Bone) شرکت پوشاک استرالیایی است، که در سال ۱۹۳۲ تأسیس شد.